# Lelio Carani
Lelio Carani (né à Reggio d'Émilie en Émilie-Romagne à la fin du XVe ou au début du XVIe siècle - mort dans la seconde moitié du XVIe siècle) était un écrivain et traducteur italien de la Renaissance.

## Biographie
Lelio Carani passa la plus grande partie de sa vie à Florence, où il a publié la traduction des Proverbes d'Érasme, 1550, in-8° ; de Salluste, 1550, rare, des Amours d'Ismène et d'Isménias, 1550, et dans le tome 4 des Erotica græca, publiés en 1816 ; de la Tactique et des Stratagèmes de Polyen, 1552.

## Œuvres
- (it) L'historia di C. Crispo Sallustio nuouamente per Lelio Carani tradotta, 1550, 218 p. (lire en ligne)

## Sources
- « Lelio Carani », dans Louis-Gabriel Michaud, Biographie universelle ancienne et moderne : histoire par ordre alphabétique de la vie publique et privée de tous les hommes avec la collaboration de plus de 300 savants et littérateurs français ou étrangers, 2e édition, 1843-1865 [détail de l’édition]